# Sport dans les Aurès
Les sports dans les Aurès sont diversifiés, plusieurs équipes et clubs participent lors des activités sportives en Algérie et dans les wilayas des Aurès.

## sport traditionnel

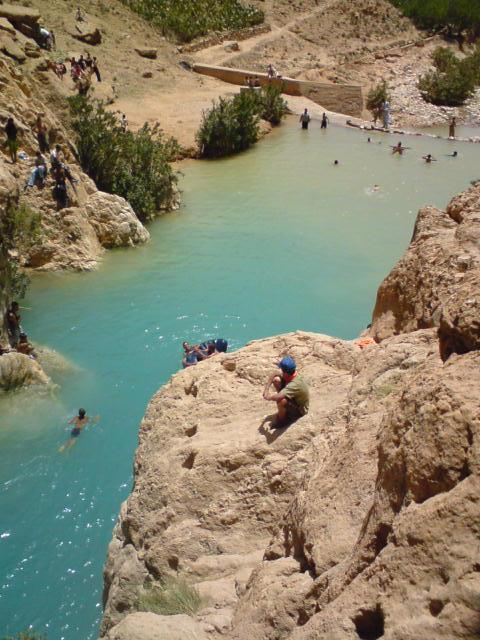
La nage à Menaa

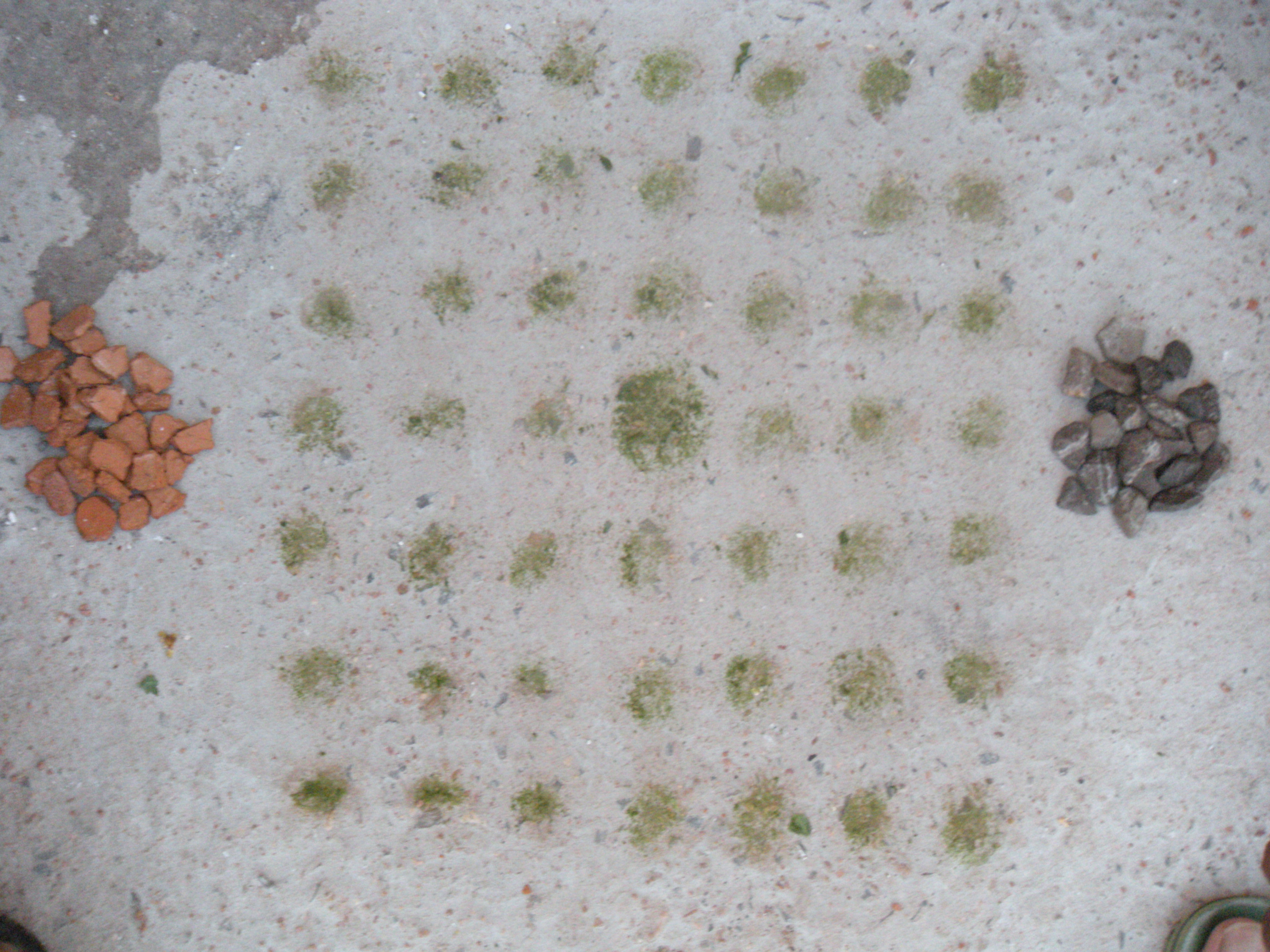
Khergbat prête pour le jeu

Thakourth est un sport qui ressemble quelque peu au hockey sur gazon, qui se joue avec un ballon fait d'herbes et d'alfa enduit de cire d'abeille et un long bâton à extrémité recourbée, entre deux équipes formées de joueurs des deux sexes et même d'enfants,,
Iqiqaben, est un sport qui tient son nom de la sandale traditionnelle éponyme en bois, très inconfortable parce qu’une semelle en bois manque de souplesse. Le diamètre des deux troncs de bois est de 3 à 4 cm et leur hauteur est de 1,5 mètre. On attache chaque tronc à une crosse de palme qui a la taille du pied de la personne, et pour tenir l'iqiqaben avec les doigts des pieds on fait des trous dans la crosse, d'où sortent des fils tissés avec de l'alfa. Une fois l'iqiqaben fait les concurrents le chaussent et courent sur une distance déterminée, où le premier arrivé est le vainqueur.
L'avantage, qui se prononce avec l’accent chaoui Lafantage, est un sport qui se joue avec un ballon. Les concurrents se mettent en ligne et un seul joueur sort de la ligne (le joueur qui sort est désigné par tirage au sort). Un autre joueur se met en face des autres à une distance de 5 mètres. Le dernier passe la balle au joueur qui n'est pas dans la ligne, pour que celui-ci disqualifie les autres joueurs qui courent au moment où il tient la balle entre ses mains, avec laquelle il frappe les joueurs. Le joueur touché est automatiquement disqualifié. Si le joueur qui n'est pas dans la ligne ne touche personne il va être disqualifié à son tour. Le jeu dure jusqu'à ce qu'il reste un seul joueur.
Le ski sur les feuilles du figuier de Barbarie, est un jeu qui se pratique dans la période sèche de l’année. Les feuilles du figuier de Barbarie sont épluchées, et deviennent glissantes. On les met sur ses pieds et on glisse dans les seguia.
Les sports traditionnelle de Menaa sont plus pratiqués que ceux comme le football ou le judo, par contre les habitats de la commune pratiquent la nage dans les cours d'eau de la région.
L'antique jeu de stratégie combinatoire abstrait, mkharbga est très répandu à Menaa, et se joue de deux façons. La première s’appelle, melghi.

## Jeux d’échec
La Ligue d’échec de Batna  organise le traditionnel first Saturday, un tournoi qui se déroule chaque année.

## Football
L'US Chaouia est le seul club Chaoui à avoir remporté jusqu'à présent le championnat algérien en 1994. Malgré le nombre de clubs dits Chaoui ou des Aurès tels que le CA Batna, l'AB Merouana, le MSP Batna, L'USM Khenchela, L'IRB Khenchela, l'AS Ain M'lila , l'USM Ain Beida, l'US Tebessa, le MB Tlidjen et malgré la présence constante des clubs Chaouis sur le devant de la scène footballistique, les clubs des Aurès peinent à reporter des titres.
Plusieurs joueurs de football chaouis expatriés ont brillé par leur résultats tels que Antar Yahia, Ryad Boudebouz et Nadjem Lens Annab Salem Mabrouk, Najib Ammari et Yanis Abbès.

### Histoire
La première Équipe de Batna Association Sportive de Batna (ASB) fut le troisième club de football à voir le jour en Algérie après celui de Mascara et d'Alger en 1905. Depuis 1962, le club est sous le nom de Mouloudia sportif populaire de Batna (MSPB), qui évolue en 2e division. Il y a aussi le Chabab Aurès Batna (CAB) fondé en 1932, qui a changé de nom en CNB (Chabab Nassij Batna). Après quelques années, le CAB revient avec son appellation ancienne. Il évolue entre la 1re et la 2e division ayant été deux fois finaliste de la coupe d'Algérie de football et une fois finaliste de la coupe de la Ligue d'Algérie de football. Le club amateur connu de Batna est le ES Bouakal aussi connu sous le nom de Nedjm Bouakal. Il évolue dans la division régionale Est-B (l’équivalent de la 4e division). Le WAC Z’mala créée en 1996, évoluant en régionale 2, ligue de Batna.

### Batna
Le club Olympique Batna est créé par Brahim Yezza, Khomri Miloud et Kaouli Chérif en 1972. L'O.B. a commencé son parcours par des compétitions inter-quartier, pour devenir un club concurrent des autres clubs dans le championnat de la wilaya de Batna, et un membre de la ligue régionale de Constantine sous la tutelle de CASOREC de Batna.
En 1977, une reforme sportive faite par le pouvoir public l’intègre au sein du M.B. Batna. Cette reforme lui donne un coup de pouce pour participer au championnat régional est (national 2).
En 1992, le club passe au MSP Batna, jusqu'en 2004-2005 où le club avec le nom actuel est géré par des anciens basketballeurs, depuis cette année, le club joue et évolue en super division national.

## Voleyball

### Batna
Dans la ville de Batna, il existe un club de volley-ball, le JM Batna, qui s’entraîne au O.P.O.W de Batna
Le volley-ball (handisport) est très actif dans la ville de Batna :  les deux clubs du Chelia de Batna et de Itihad de Batna sont parmi les meilleurs clubs au niveau national.

## Athlétisme

### Marathon international de Medghacen
Le Marathon international de Medghacen  est un marathon algérien empruntant chaque année, depuis 2010, les rues de la ville de Batna jusqu'au tombeau Imedghassen en passant par Fesdis et Djerma. Il est organisé par l’Alliance des Amis d’Imadghassen à l’occasion du 53e anniversaire du 1er novembre. Le tracé du parcours est de 42,195 km, est mesuré Conformément au règlement international des courses sur route (IAAF et F.A.A).

### Marathon Chahid Mostefa Benboulaïd
Chaque année, le semi marathon Chahid Mostefa Ben Boulaïd se déroule dans la ville d’Arris.

## Boxe
Le boxeur algérien chaoui Fodil Madani est né à Batna,,.